# Así habló Zaratustra (cuadros)
Así habló Zarathustra (título original en alemán Also sprach Zarathustra) es un ciclo de pinturas pintado por Lena Hades en 1996. La autora se inspiró en la obra homónima del filósofo Friedrich Nietzsche. El ciclo consiste en una serie de veintiocho óleos realizados por el artista en 1995-1997 y treinta obras gráficas hechas en 2009. Veinticuatro de las pinturas representan pequeños hombres de cabeza redonda y sus luchas en la vida. Las cuatro pinturas representan el propio Zaratustra, su águila y la serpiente. Seis pinturas de la serie fueron adquiridos por el Museo de Arte Moderno de Moscú y por algunos coleccionistas privados importantes. El ciclo "Así habló Zaratustra" fue exhibido varias veces - incluyendo la exposición en el Instituto de Filosofía de la Academia de Ciencias de Rusia en 1997 y en la Primera Bienal de Arte Contemporáneo de Moscú en 2005.

## Historia
Lena Hades creó su primera pintura en diciembre de 1995 en Moscú. Esta primera pintura representa el cráneo de un madre que tiene en sus brazos un bebé. Sobre la pintura se puede ver inscripto un aforismo de Nietzsche "He aquí a los tísicos del alma, que apenas nacidos, ya comienzan a morir y aspiran a las doctrinas del cansancio y del renunciamiento". Más tarde aparecieron otras pinturas del ciclo.
En su entrevista para la web Nietzsche.ru Lena Hades narra los antecedentes de la creación del ciclo. “Para abreviar, en mi caso tuvo lugar el nacimiento de la pintura del espíritu de texto. Descubrí mi vena artística sólo gracias a Nietzsche. Sin Nietzsche nunca hubiera tomado la decisión de hacerme artista profesional, negarme de otras ´vocaciones´ a favor de la pintura. Fue una decisión difícil, ya que a lo mejor, un artista podría morir por hambre. Es muy probable. Antes de conocer a Nietzsche creí ingenuamente en tantas cosas, impuestas por el medio social que me rodeaba. Así creí en cultura, ciencia, amistad, amor, iglesia. Tantos fenómenos que me parecían inquiebrantables. Pero cuando leí Zaratustra por primera vez, el texto hirió mis convicciones más firmes. Hizo jirones mis ideas ingenuas, desmintiendo lo todo. Me tocó a lo vivo, y volví a leer con más atención. Poco a poco llegué a entender, que tenía razón, que el mundo no era lo que nos parecía, no era lo que nos imponían nuestros padres y el medio social. Y lo más importante es que los valores del mundo real son muy diferentes, no se airean, no se mencionan en voz alta. Todo esto provocó una revolución en mí, mi sensación del mundo cambió. Lo vi con otros ojos. Ojos de Nietzsche. Y después sus ojos llegaron a ser los míos. Puede ser que exista una comunidad espiritual entre nosotros, permitiéndome respirar fácilmente con sus textos.”
“En tus obras, sobre todo grandes, abundan colores como el rojo y el amarillo muy fuertes y expresivos, creando una atmósfera de tensión casi infrahumana, demoníaca. Por eso tus pinturas agobian con su poder. Se siente por todas partes. ¿Es así la sensación que crean en ti los textos de Nietzsche?”
Lena Hades responde “Es lo que llamó la desnudez de la vida, hablando más exactamente, su elemento halkionico. No sé por qué, pero ninguno de los especialistas en obras de Nietzsche prestaba atención a su percepción halkionico. Mientras que en ECCE HOMO Nietzsche se denomina como el halkionico. Se que la palabra ´halkionier´ ("Ich bin ein Halkionier") la tomó Nietzsche de la lengua helénica, que dominaba de modo brillante. ´Khalkeio´ en la lengua helénica significa ´ser herrero, forjar´. Elemento halkionico es un elemento de forja, no sólo ctónico, subterráneo, pero precisamente forjador, donde se funde y forja el metal. Es una especie de taller de forja interno, donde se forja el carácter, la voluntad y el poder humano”.

## Las pinturas del ciclo

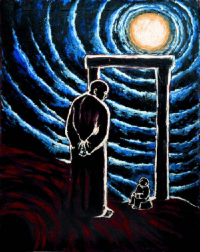
Zarathusrta y el enano, 1997
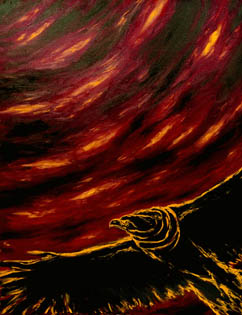
Águila y serpiente, 1997.
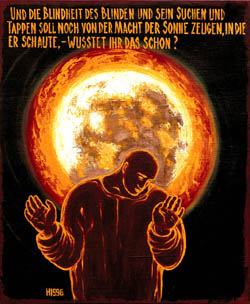
Y aun la ceguera del ciego y su andar a tiento han de dar fe del poder del sol que miró..... 1996.
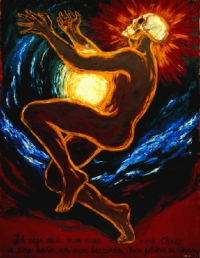
Yo os digo: es preciso tener todavía caos dentro de sí para poder dar a luz una estrella danzarina... 1997.
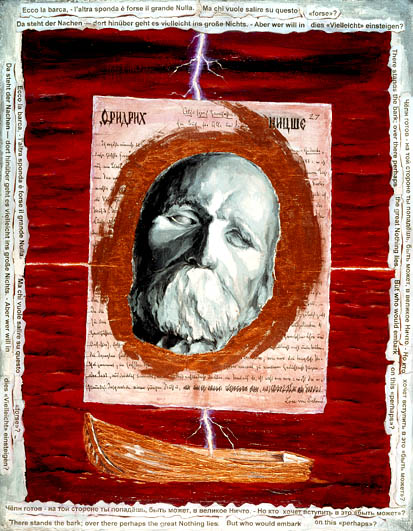
Retrato de Nietzsche.
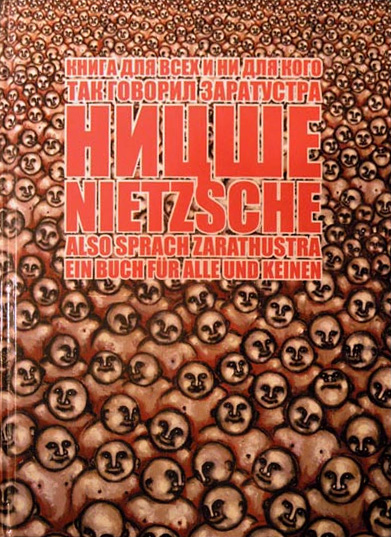
Nietzsche F.Así habló Zaratustra. Moscu, El Instituto de Filosofía de Academia de Ciencias Rusa.